# AS City'us Târgu Mureș
AS City'us Târgu Mureș a fost un club de futsal din Târgu Mureș. 

## Istoric
Fondat în 2004, clubul și-a început evoluția în Liga a II-a și a promovat în prima ligă în anul 2007. Începând cu anul 2008 a ajuns cea mai titrată echipă de futsal din România, însă a fost nevoită să se desființeze în 2018 din cauza problemelor financiare.

## Palmares
- Campionatul României (6): 2010, 2011, 2012, 2013, 2015, 2016
- Cupa României (7): 2008, 2009, 2010, 2011, 2012, 2013, 2014
- Supercupa României (1): 2010

## Lotul sezonului 2016-2017
| Nr. |            | Poziție | Jucător                        |
| --- | ---------- | ------- | ------------------------------ |
| 20  | România    | P       | Vasile Moldovan                |
| 13  | Spania     | P       | Miguel Angel Molina Davila     |
| 1   | România    | P       | Mihai Tătar                    |
| 22  | România    | P       | Cătinean Răzvan                |
| 3   | România    | F       | Csala Zsolt                    |
| 4   | România    | F       | Dobai Andras                   |
| 5   | Portugalia | F       | Torralvo Ribeiro Cesar Antonio |
| 7   | România    | A       | Tipau Vlad                     |
| 8   | Spania     | A       | Velasco Duque Mario            |

| Nr. |         | Poziție | Jucător                 |
| --- | ------- | ------- | ----------------------- |
| 9   | România | A       | Togan Răzvan            |
| 10  | România | A       | Stoica Dumitru Mimi     |
| 12  | Spania  | A       | Cristian Cardenas Macia |
| 14  | România | F       | Pop Alexandru           |
| 15  | România | F       | Kusmodi Tamas           |
| 16  | România | F       | Covaci Bogdan           |
| 17  | România | F       | Csoma Alpár             |
| 18  | România | A       | Boroș Andrei            |